# Чиприани, Себастьяно
Себастьяно Чиприани (итал. Sebastiano Cipriani; 1662, Сиена — 4 декабря 1738, Витербо) — архитектор итальянского барокко.

## Биография
Себастьяно родился в Сиене в семье потомственных каменщиков и строителей. В 1683 году он переехал в Рим, чтобы поступить в мастерскую архитектора римского барокко Карло Райнальди. Чиприани работал с Райнальди в период 1686—1690 годов над завершением строительства Палаццо Манчини на Виа дель Корсо в Риме. Предложение Чиприани по проекту главного алтаря церкви Сант-Иньяцио не было одобрено, и вместо него была выбрана работа Андреа Поццо.
Чиприани вместе с Джованни Баттистой Контини помог завершить строительство Оратория Сан-Филиппо (ораторианцев) в Мачерате (Марке). В 1711 году Чиприани руководил работами по реконструкции собора Святых Максима и Георгия в Аквиле. Чиприани также является автором проектов капелл в базилике Санта-Мария-дельи-Анджели-э-дей-Мартири и в церкви Санта-Мария-ин-Кампителли в Риме.
В 1710—1717 годах Чиприани руководил в Риме работой русских «пенсионеров». Поэтому закономерно, что именно Чиприани царь Пётр I в 1710 году заказал проект Большого дворца в Стрельне. Однако проект Чиприани оказался слишком сложным, и работа была передана в 1715 году французскому архитектору Жану-Батисту Леблону.

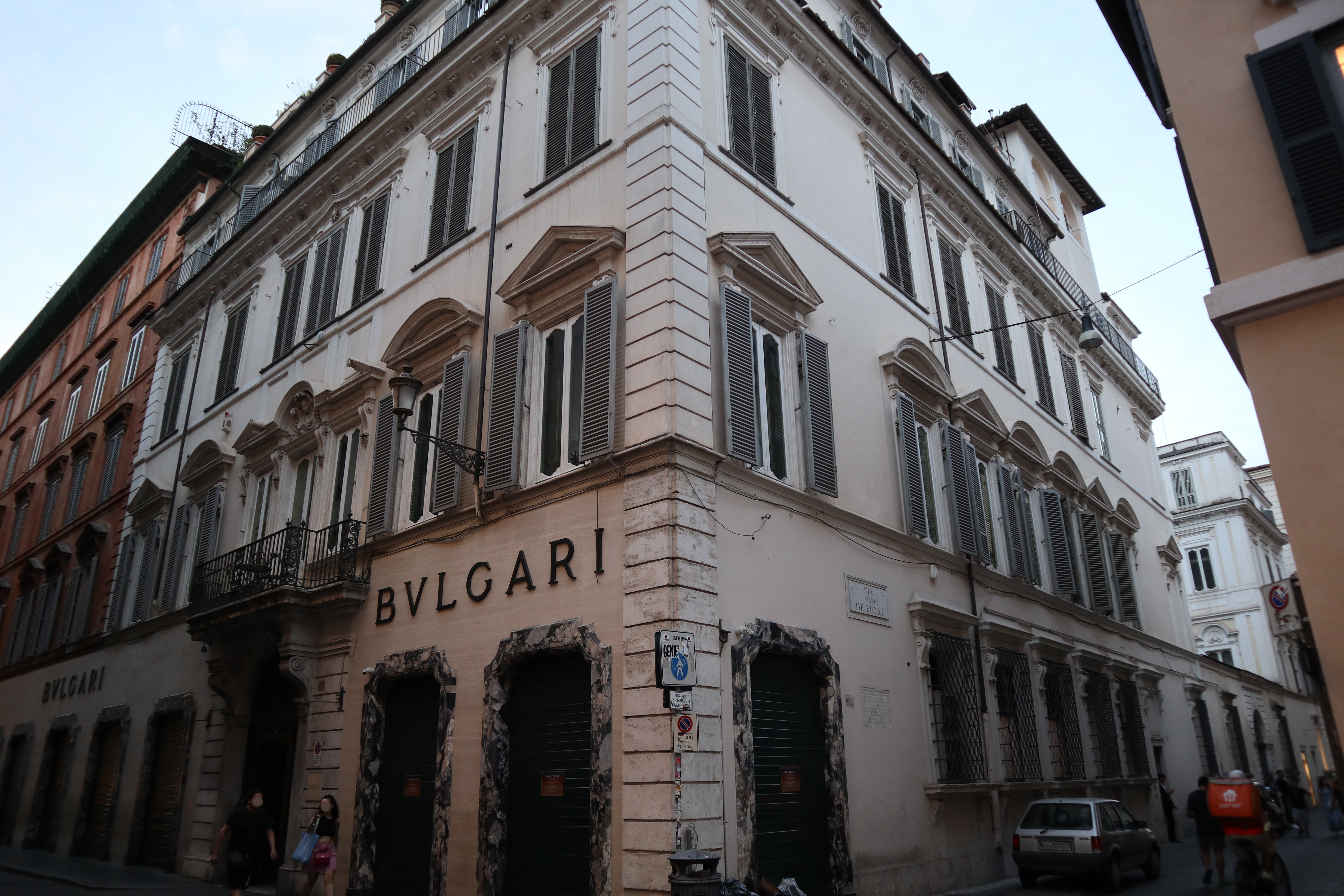
Палаццо Лепри. 1703—1706. Виа Кондотти, Рим
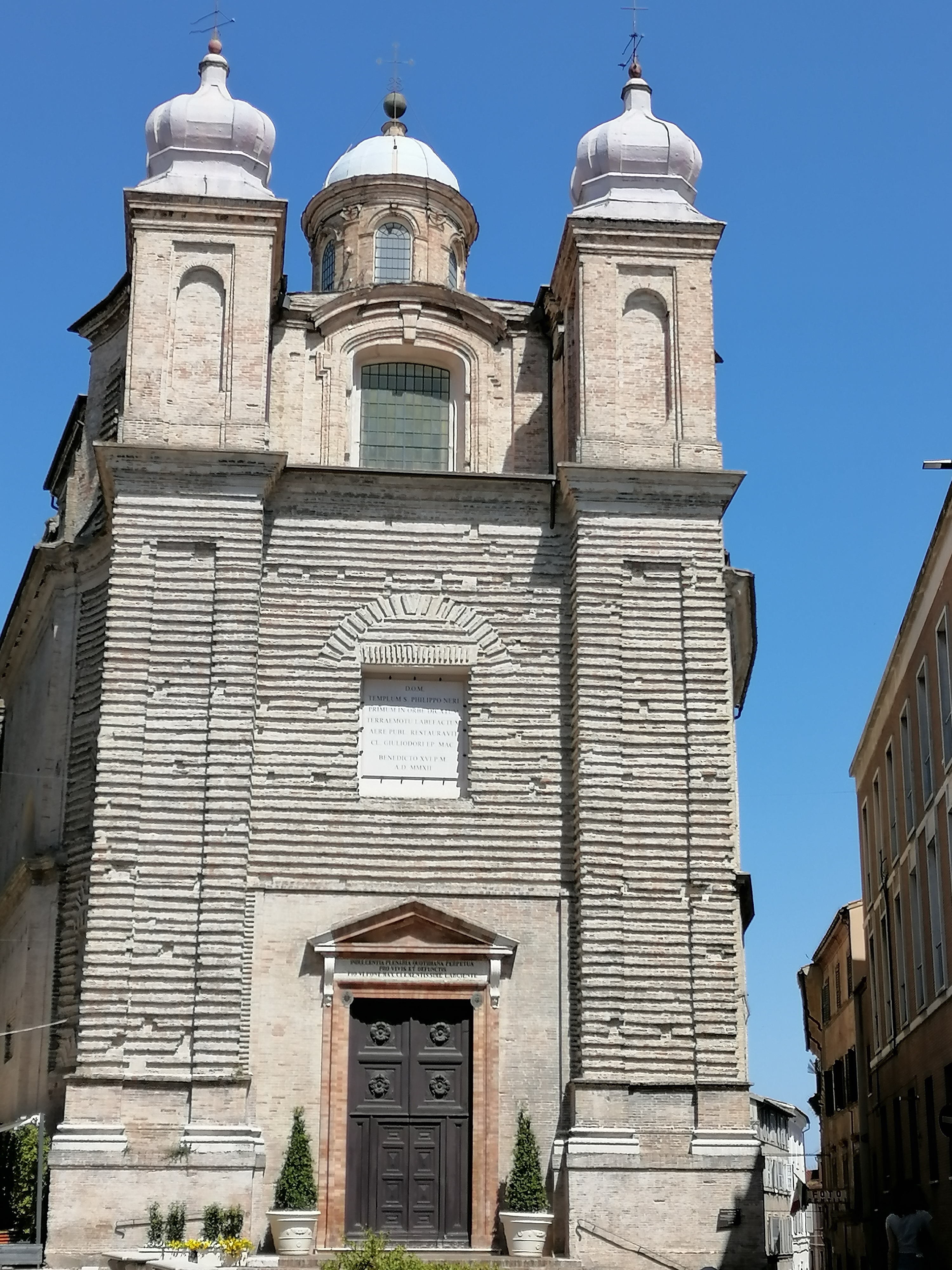
Ораторий Сан-Филиппо в Мачерате, Марке
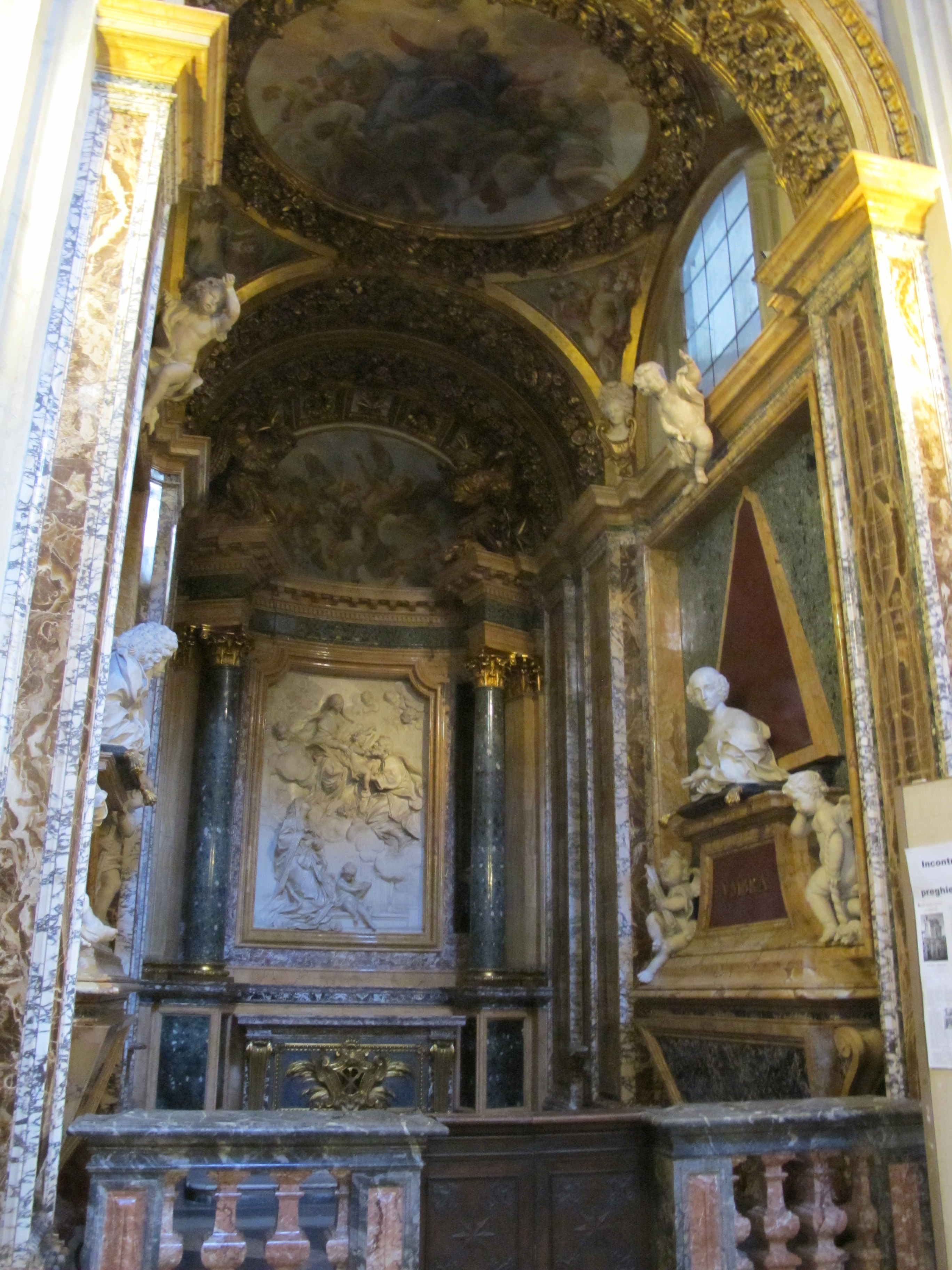
Капелла Альтьери в церкви Санта-Мария-ин-Кампителли. Рим
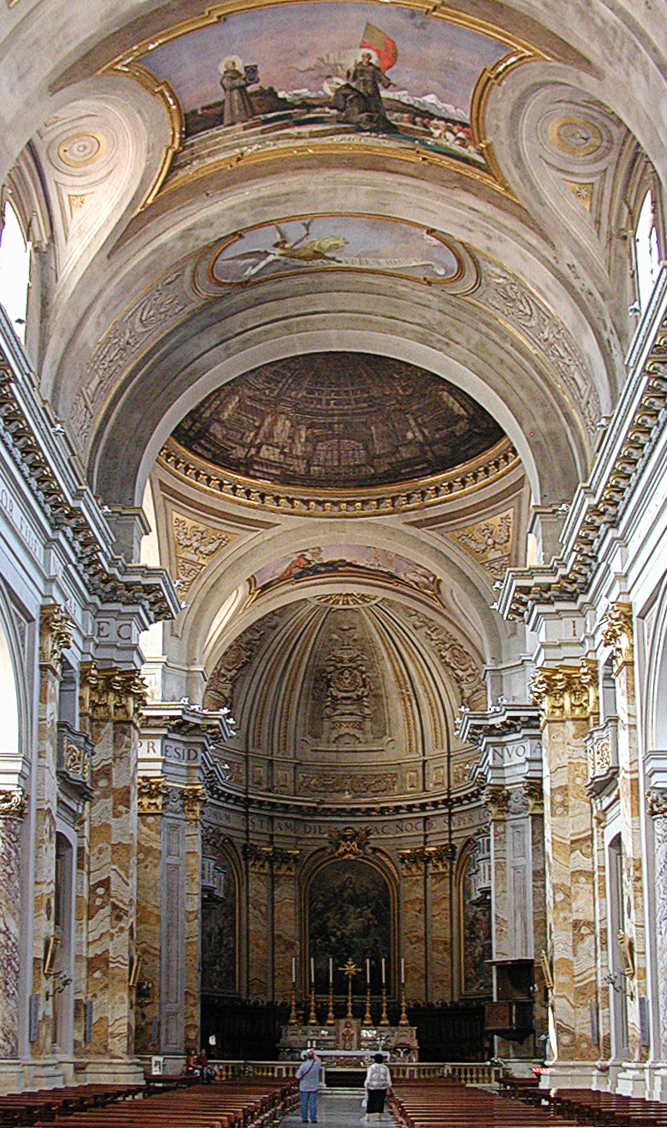
Собор Св. Максима в Аквиле. Интерьер